# Brachiaria reptans
Brachiaria reptans är en gräsart som först beskrevs av Carl von Linné och som fick sitt nu gällande namn av Charles Austin Gardner och Charles Edward Hubbard. 
Brachiaria reptans ingår i släktet Brachiaria och familjen gräs. Inga underarter finns listade i Catalogue of Life.